# Поточени (Бузау)
Поточени (рум. Potoceni) насеље је у Румунији у округу Бузау у општини Марачинени. Oпштина се налази на надморској висини од 110 m.

## Становништво
Према подацима из 2002. године у насељу је живело 1780 становника, од којих су сви румунске националности.